# 許懋
許懋（464年—532年），字昭哲，高陽新城人，南北朝南齊、南梁官員。曹魏鎮北將軍許允的九世孫；劉宋給事中、著作郎、桂陽太守許珪之孫；南齊太子家令、冗從僕射許勇惠之子。

## 生平
許懋年少就失去雙親，個性孝順，父親逝世時服喪超過禮儀；他也勤奮好學，得到州內居民稱讚。十四歲時他進入太學，學習《毛詩》，日間聽從老師講學，晚上就自己而覆述講學，有數十百人來聽講，因此撰寫《風雅比興義》十五卷，流行於世；同時又了解以前的事，稱為儀注學。許懋從後軍豫章王蕭嶷的行參軍起家，轉為法曹，獲推舉茂才，轉任驃騎大將軍儀同中記室。文惠太子得知就召見他，讓他在崇明殿侍講，除授太子步兵校尉。永元年間轉任散騎侍郎，兼任國子博士，又和司馬褧等人友好，僕射江祏很是甚尊重，號稱「經史笥」。南梁天監初年，吏部尚書范雲推舉他參詳五禮，擔任征西鄱陽王蕭恢的諮議參軍，兼著作郎，在文德省待詔。當時有人請封會稽禪國山，梁武帝高祖平素愛好禮儀，因此召集儒士，草擬封禪制度。許懋上書反對，得武帝嘉獎接納，並推論演繹他的奏議作為請封者的答旨，於是停止封禪。
之後許懋轉任太子家令。劉宋、南齊舊制儀，郊祀使用袞冕，在天監七年（508年）他才請求造禮服郊祀，其他禮儀他也一一校正，因為腳病外任始平太守，在郡內當政有才能名聲，加散騎常侍，轉為天門太守。中大通三年（531年），皇太子蕭統召儒生參考著錄《長春義記》，次年（532年）拜中庶子，同年逝世，虛歲六十九，撰寫《述行記》四卷、文集十五卷，兒子許亨。

## 引用
1. 1 2  《梁書·卷四十·列傳第三十四》：許懋字昭哲，高陽新城人，魏鎮北將軍允九世孫。祖珪，宋給事中，著作郎，桂陽太守。父勇惠，齊太子家令，冗從僕射。懋少孤，性至孝，居父憂，執喪過禮。篤志好學，爲州黨所稱。十四入太學，受《毛詩》，旦領師說，晚而覆講，座下聽者常數十百人，因撰《風雅比興義》十五卷，盛行於世。尤曉故事，稱爲儀注之學。
2. 1 2  《南史·卷六十·列傳第五十》：許懋字昭哲，高陽新城人，魏鎮北將軍允九世孫也。五世祖詢，晉征士。祖珪，宋給事中，著作郎，桂陽太守。父勇慧，齊太子家令，冗從僕射。懋少孤，性至孝，居父憂執喪過禮。篤志好學，為州黨所稱。十四入太學，受毛詩，旦領師說，晚而覆講，坐下聽者常數十百人，因撰風雅比興義十五卷，盛行于時。尤明故事，稱為儀注學。
3. ↑  《梁書·卷四十·列傳第三十四》：起家後軍豫章王行參軍，轉法曹，舉茂才，遷驃騎大將軍儀同中記室。文惠太子聞而召之，侍講于崇明殿，除太子步兵校尉。永元中，轉散騎侍郎，兼國子博士。與司馬褧同志友善，僕射江祏甚推重之，號爲「經史笥」。天監初，吏部尚書范雲舉懋參詳五禮，除征西鄱陽王諮議，兼著作郎，待詔文德省。時有請封會稽禪國山者，高祖雅好禮，因集儒學之士，草封禪儀，將欲行焉。懋以爲不可……高祖嘉納之，因推演懋議，稱制旨以答，請者由是遂停十年。
4. ↑  《南史·卷六十·列傳第五十》：起家後軍豫章王行參軍，轉法曹。舉秀才，遷驃騎大將軍儀同中記室。文惠太子聞而召之，侍講於崇明殿。後兼國子博士，與司馬褧同志友善。僕射江祏甚推重之，號為經史笥。梁天監初，吏部尚書范雲舉懋參詳五禮，除征西鄱陽王諮議參軍，兼著作郎，待詔文德省。時有請會稽封禪者，武帝因集儒學士草封禪儀，將行焉，懋建議獨以為不可。帝見其議，嘉納之，由是遂停十年。
5. ↑  《梁書·卷四十·列傳第三十四》：轉太子家令。宋、齊舊儀，郊天祀帝，皆用袞冕，至天監七年，懋始請造大裘。……凡諸禮儀，多所刊正。以足疾出爲始平太守，政有能名。加散騎常侍，轉天門太守。中大通三年，皇太子召諸儒參錄《長春義記》。四年，拜中庶子。是歲卒，時年六十九。撰《述行記》四卷，有集十五卷。
6. ↑  《南史·卷六十·列傳第五十》：轉太子家令。凡諸禮儀，多所刊正。以足疾，出為始平太守，政有能名，加散騎常侍，轉天門太守。中大通三年，皇太子召與諸儒錄長春義記。四年，拜中庶子。是歲卒。撰述行記四卷，有集十五卷。子亨。

## 延伸阅读
[在维基数据编辑]
 《梁書/卷40》，出自姚思廉《梁書》
 《南史/卷60》，出自李延壽《南史》